# 心理假
心理假（英語：mental health day）是旨在給予勞工或學生時間處理壓力、焦慮、憂鬱等心理健康問題的休假。

## 定義
心理假可以是短期的或長期的，取決於心理健康問題的嚴重程度，也可能是為了照顧有心理疾患的家人而請的假期。短期的心理健康假通常為一至數日休假，長期則可能持續數週至數月，用於接受專業治療或康復。

## 國際標準
世界衛生組織將心理健康視為基本人權。世界心理衛生聯盟則於1992年10月10日設立世界心理健康日，提高公眾對心理健康議題的關注。持續推動相關政策，強調工作場所心理健康的重要性。

## 各國立法

### 美國
《家庭和醫療假法》規定，符合條件的員工可因嚴重健康狀況（包括心理健康問題）申請最多12週的無薪假。《心理健康平等和成癮公平法》則要求保險計劃平等對待心理健康和身體健康。

### 加拿大
各省份的人權法規定，雇主有義務為有心理健康問題的員工提供合理調整，包括休假。在安大略省，員工可根據《加拿大人權法》申請心理健康相關的調整。